# Дудо, Никита Дмитриевич
Никита Дмитриевич Дудо (бел. Мікіта Дзмітрыевіч Дудо; род. 15 апреля 1995, Минск) — белорусский футболист, полузащитник минского «Трактора».

## Карьера
Воспитанник футбольного клуба «Минск». За основную команду горожан дебютировал 13 сентября 2014 года в матче против бобруйской «Белшины». Затем в августе 2015 года отправился в аренду в «Звезду-БГУ». Дебютировал за клуб 9 августа 2015 года в матче против «Барановичей», отличившись также забитым дебютным голом. По окончании аренды покинул клуб.
В январе 2018 года перешёл в клуб «Молодечно-2018», с которым стал выступать во Второй Лиге. Стал одним из ключевых игроков клуба. За два сезона сезона провёл в чемпионате 51 матч, в которых отличился 21 голом. В 2019 году стал бронзовым призёром Второй Лиги. Также получал награды как лучшему игроку клуба.
В апреле 2020 года стал игроком клуба «Островец». Закрепился в основной команде. Признавался лучшим игроком клуба, а также попадал в символическую сборную. Стал победителем Второй Лиги 2021 года.
В марте 2022 года стал игроком минского «Трактора». Стал лучшим бомбардиром клуба и региона Минск в чемпионате, отличившись 17 голами в 16 матчах, однако занял лишь 3 место и не смог выйти в стадию плей-офф.

## Достижения
«Островец»
- Победитель Второй Лиги: 2021